# ده يجي (حومة انديمشك)
ده یجي (بالفارسية: ده‌یجی) هي قرية تقع في إيران في منطقة مركزية ريفية. يقدر عدد سكانها بـ 249 نسمة بحسب إحصاء 2016.